# Palę sobie
Palę sobie – kompilacyjny minialbum Budki Suflera z 2003 roku.

## Lista utworów
1. „Takie tango” – 5:09
2. „Cały mój zgiełk” – 5:25
3. „Jest taki samotny dom” – 4:52
4. „Cisza jak ta” – 5:28
5. „Bal wszystkich świętych” – 4:28

## Skład
- Krzysztof Cugowski – wokal
- Mieczysław Jurecki – gitara, gitara basowa
- Romuald Lipko – instrumenty klawiszowe
- Marek Raduli – gitara
- Tomasz Zeliszewski – perkusja
- Ewa Brachun – chórek
- Aleksandra Chludek – chórek
- Katarzyna Pysiak – chórek